# Song Jidong
Song Jidong (ur. 9 września 1976) – chiński zapaśnik w stylu klasycznym. Zdobył srebrny medal w mistrzostwach Azji w 2001. Jedenasty w mistrzostwach świata w 2001, dwudziesty drugi w 2002 roku.